# 西瑁洲
西瑁洲也称西岛，位于中国海南省三亚市三亚湾西部海域，三亚市区以西约7.02海里。西瑁洲南北长2350米，东西宽900米，面积为212公顷，是海南岛周边的第二大岛。岛上地势南高北低，最高点海拔123.3米，山地约占全岛陆域面积的60%。地处热带季风海洋性气候，年均气温27℃。 西瑁洲岛上植物生长茂密，资源丰富。岛周围海域海水透明度达10米以上。水产资源丰富。1993年起西瑁洲开始进行旅游业开发。西瑁洲与毗邻的东瑁洲犹如海中的两只玳瑁，两岛组成的“波浮双玳”为三亚的著名景观。
2009年在西瑁洲海域进行海洋环境状况调查，调查到造礁石珊瑚有10科19属34种，主要优势种为丛生盔形珊瑚、澄黄滨珊瑚和同双星珊瑚。造礁石活珊瑚平均覆盖度为35.9%，死珊瑚平均覆盖度为0，硬珊瑚补充量为0.4个/平方米，珊瑚平均发病率为0（调查过程没有发现）。西岛调查区珊瑚礁生态状况良好，但仍面临一定的环境压力。 